# Solitudo Iovis
Solitudo Iovis  è una caratteristica di albedo della superficie di Mercurio.